# Sous-marin volant

Plan du sous-marin volant Ushakov.

Un sous-marin volant, parfois surnommé aerosub en anglais, est un aéronef submersible,  combinaison technologique d'un hydravion et d'un sous-marin. Il est censé capable de voler et de voyager sous l'eau. Décoller depuis la surface de l'eau peut également être une de ses capacités.
Les exigences de conception d'un sous-marin étant pratiquement opposées à celles d'un avion, les performances attendues d'une telle construction sont généralement plutôt modérées.

## Histoire
L'URSS et les États-Unis ont conduit plusieurs projets de développement de sous-marins volants,,.
Le concept de sous-marin volant se retrouve également fréquemment au cinéma et dans la science-fiction.